# Sonja Fredgardh
Karin Sonja Ingegerd Fredgardh, gift Fredgardh-Swensson, född 15 augusti 1912 i Rängs församling i Malmöhus län, död 16 mars 2003 i Höllvikens församling, Skåne län, var en svensk journalist och politiker. Hon var pionjär inom flera områden: den första kvinnan som anställdes som reporter på Skånska Dagbladets redaktion tidigt på 1930-talet, hon var bilkårist och körde flyktingtransporter i Skåne 1945, och hon var den första kvinnliga riksdagsledamoten i Malmöhus läns valkrets för Centerpartiet på 1970-talet (Centerkvinnorna).
Tillsammans med partikollegan Karin Andersson (C) stod Sonja Fredgardh (C) bakom Sveriges första jämställdhetslag 1979.
Inom Centerpartiet är Sonja Fredgardh ihågkommen som en tidig "centerfeminist". Hon förknippas inte bara med partiets jämställdhetsarbete utan även med internationella kvinnofrågor och fredsarbete. När hon 1973 blev invald som riksdagsledamot för Centerpartiet blev hennes internationella engagemang tillvarataget, exempelvis genom uppdrag i den svenska delegationen till FN:s internationella kvinnokonferens i Mexiko City 1975. Långt tidigare var hon Centerpartiets kontaktperson i den världsomspännande sammanslutningen av landsbygdskvinnor, ett engagemang som utsträcktes till det svenska FN-förbundet.
Men det var som journalist Sonja Fredgardhs yrkesliv började. Hon har skildrat sin tid som reporter på Skånska Dagbladet i två skrifter utgivna av Södra journalistföreningens pensionärsklubb. Där berättar hon om de hårda villkoren under tidigt 1930-tal, då hon först arbetade som oavlönad praktikant och därefter som lågt avlönad vikarie, innan hon fick fast anställning 1935. Eftersom hon var ”fallen från ett jordbruk, och medlem i partiet (Bondeförbundet)”, kom hon att under många år bevaka dessa båda områden för tidningen. Sonja Fredgardh konstaterade att den enda partistämma hon inte kunde rapportera om, från det hon började och framåt, var partistämman i juni 1947 då hon födde sin son. Hon uppmärksammade tidigt behovet av ordnad barntillsyn för att båda föräldrarna skulle kunna arbeta vilket resulterade i att hon blev aktiv i Centerns kvinnoförbund (CKF, nuvarande Centerkvinnorna), dess ordförande från 1966 och riksdagsledamot för Centerpartiet under åren 1973–1979.
I minnestexterna berättar Sonja Fredgardh om hur hennes tid som allmänreporter med besvärliga arbetstider förändrades när hon gifte sig och fick familj — hon valde att arbeta med det så kallade ”hus- och hemliga” i tidningen för att arbetstiden då gick att planera på annat sätt. Detta hindrade inte att hon och maken Sven gjorde reportage i dåtida Västtyskland under åren 1947–1949. Under resorna turades de om att köra bilen, Sven fotograferade medan Sonja Fredgardh skrev. Under senare delen av 1950-talet började hon med modebevakning vilket innebar två årliga Parisresor för de återkommande visningarna. Det betydde hårt arbete, ibland pågick visningar från klockan nio på morgonen till nio på kvällen. De praktiska förutsättningarna var omständliga. Sonja Fredgardh skulle dagligen ringa in sina artiklar till Förenade Landsortstidningar (FLT) i Stockholm, som hennes skånska tidning samarbetade med, och som sedan distribuerade hennes texter till många tidningar i landet. För att möjliggöra detta fick hon flänga iväg från visningslokalerna till sitt hotell för att där kunna ta emot de telefonsamtal hon hade bokat. Under förutsättning att det franska televerket lyckades koppla upp samtalen kunde hon fullfölja intentionen att lämna sina texter två gånger om dagen. Hon bodde för övrigt på samma hotell under de 15 år som hennes modebevakning pågick. Även om arbetet var krävande så trivdes hon i Paris. Där kände hon sig aldrig ensam, skriver hon i minnestexten om ”modevärldens flärd och prål”, vilket hon ofta gjorde i London som hon under de åren besökte på grund av sina uppdrag i Centerns kvinnoförbund.
Sonja Fredgardh avled 2003, vid 90 års ålder.